# فريق الفيفا لكأس العالم
فريق الفيفا لكأس العالم لكرة القدم (بالإنجليزية: FIFA World Cup All-Time Team)‏ هو أفضل فريق في كل بطولات كأس العالم لكرة القدم و الذي اختاره الفيفا عام 1994. وضم الفريق حارس واحد وأربعة مدافعين وثلاث لاعبي وسط وثلاثة مهاجمين. وهم أفضل لاعبي كرة القدم في كل العصور.
| المركز     | اللاعب         | المنتخب المشاركات              |
| ---------- | -------------- | ------------------------------ |
| حارس مرمى  | ليف ياشين      | الاتحاد السوفيتي · (1954–1970) |
| ظهير أيمن  | جيلما سانتوس   | البرازيل · (1952–1968)         |
| قلب الدفاع | فرانز بيكنباور | ألمانيا الغربية · (1965–1977)  |
| قلب الدفاع | بوبي مور       | إنجلترا · (1962–1973)          |
| ظهير أيسر  | بول برايتنر    | ألمانيا الغربية · (1971–1982)  |
| لاعب وسط   | يوهان كرويف    | هولندا · (1966–1978)           |
| لاعب وسط   | ميشيل بلاتيني  | فرنسا · (1976–1987)            |
| لاعب وسط   | بوبي تشارلتون  | إنجلترا · (1958–1970)          |
| هجوم       | غارينشيا       | البرازيل · (1955–1966)         |
| هجوم       | دييغو مارادونا | الأرجنتين · (1977–1994)        |
| هجوم       | بيليه          | البرازيل · (1956–1971)         |